# Katina P
Die Katina P war ein Öltanker in griechischem Besitz unter maltesischer Flagge.

## Untergang und Folgen
Der Tanker befand sich im April 1992 auf der Route von Venezuela in die Vereinigten Arabischen Emirate mit etwa 66.700 Tonnen Schweröl an Bord, als er in einem Sturm strukturelle Schäden erlitt. Dabei wurden zwei Ladungstanks beschädigt und rund 13.000 t der Ladung liefen aus. Um ein Sinken des Schiffes zu verhindern, wurde es etwa 40 km nördlich von Maputo, Mosambik, einige Seemeilen vor der Küste auf einer Sandbank auf Grund gesetzt. Dort liefen weitere 3.500 t Schweröl aus (je nach Quelle fanden diese Ereignisse am 16., 17. oder 19. April 1992 statt).
Einige Tage später zog ein Schlepper das Schiff von der Sandbank, obwohl ein Auseinanderbrechen des Schiffes drohte. Es sollte in die Straße von Mosambik geschleppt werden, wo die verbliebene Ladung auf ein anderes Schiff hätte umgeladen werden sollen. Der Rumpf der Katina P zerbrach jedoch während des Schlepps am 26. April 1992. Das Schiff sank, wobei die verbliebene Ladung aus den Ladungstanks austrat. Es kam zu massiven Umweltschäden.
Etwa 500 t des ausgelaufenen Öls verschmutzte auf einer Länge von rund 1450 km Strandabschnitte in Mosambik und im Nordosten von Südafrika.